# Verići
Verići (en serbe cyrillique : Верићи) est un village de Bosnie-Herzégovine. Il est situé sur le territoire de la ville de Banja Luka et dans la république serbe de Bosnie. Selon les premiers résultats du recensement bosnien de 2013, il compte 1 123 habitants.

## Géographie

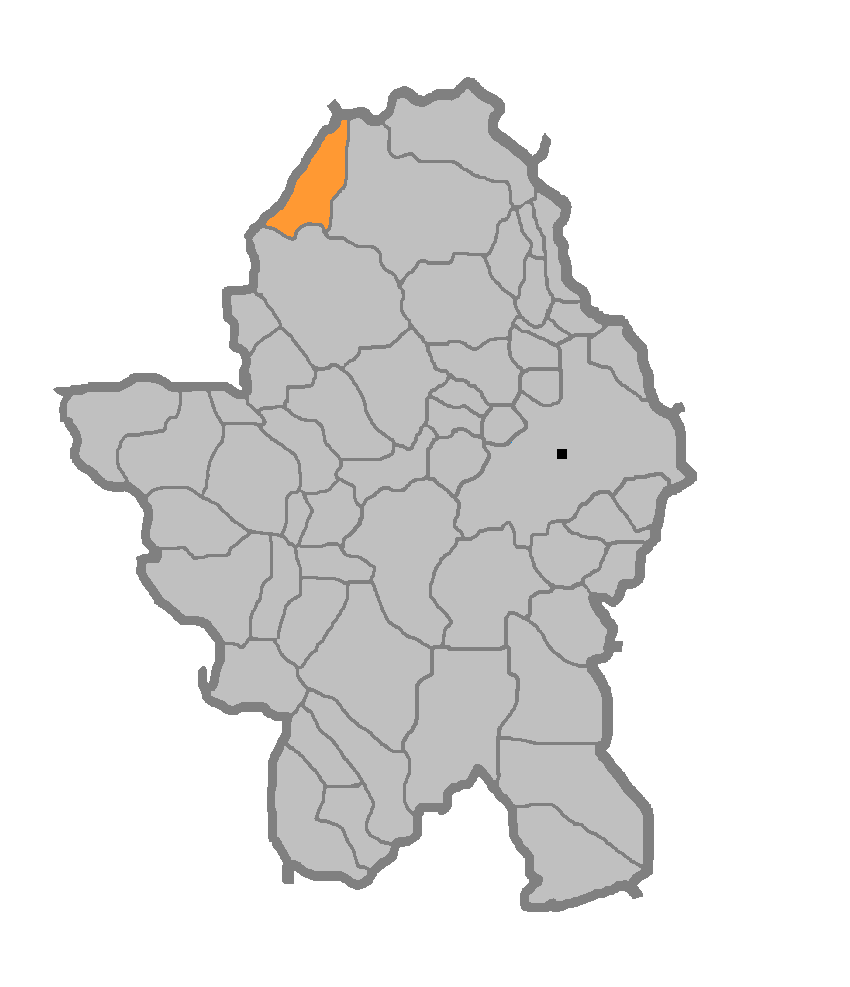
Localisation de la communauté locale de Verići dans la Ville de Banja Luka

## Démographie

### Évolution historique de la population dans la localité
| 1948 | 1953 | 1961  | 1971  | 1981  | 1991  | 2013  |
| ---- | ---- | ----- | ----- | ----- | ----- | ----- |
| -    | -    | 1 390 | 1 437 | 1 326 | 1 237 | 1 123 |

|  |